# Iris loczyi
Iris loczyi är en irisväxtart som beskrevs av August Kanitz. Iris loczyi ingår i släktet irisar, och familjen irisväxter. Inga underarter finns listade i Catalogue of Life.